# Molekylærbiologiens centrale dogme
Det centrale dogme i molekylærbiologien beskriver retningen hvormed genetisk information i naturen overføres mellem DNA, RNA og protein (se figur 1). For det fleste organismer gælder det at flowet af genetisk information sker fra DNA via RNA til protein (blå pile i figur 1). I visse vira ses dog et flow af af genetisk information fra f.eks. RNA til DNA (rød pil i figur 1). Man har i naturen endnu ikke observeret et flow af genetisk information fra protein til protein, fra protein til RNA eller fra protein til DNA. Et sådan flow af information ville betyde at sekvenserne af aminosyrer i et protein i princippet kunne betragtes som genetisk information, der ville kunne videregives mellem generationer. Sådan forholder det sig altså ikke.
Det centrale dogme anvendes ofte som synonym for den proces der kaldes proteinsyntesen. Dette er ikke korrekt. Det centrale dogme beskriver udelukkende de mulige retninger på informationsflowet. Det centrale dogme gælder f.eks. både for proteinsyntesen og DNA-replikationen, sågar for visse viras replikation af RNA. Det centrale dogme fortæller os intet om selve protein-syntesen, som i øvrigt kan forløbe på flere forskellige måder. Det mest almindelige er at DNA omskrives (transkription) til RNA, som herefter oversættes (translation) til protein. I retrovirus (f.eks. HIV), hvis arvemateriale består af RNA, ses der dog i forbindelse med virussens replikation et flow af genetisk information fra RNA til DNA, som så omskrives (ved transkription) til ny virus-RNA, som så kan oversættes (translateres) til virus-protein. Det centrale dogme gælder altså for mange forskellige processer i naturen.

Det centrale dogme blev opstillet af nobelpristagerne Francis Crick og James Watson. Oprindeligt formuleret i en artikel fra 1958, men revideret og simplificeret i en videnskabelig artikel i magasinet Nature i 1970:
"The central dogma of molecular biology deals with the detailed residue-by-residue transfer of sequential information. It states that such information cannot be transferred back from protein to either protein or nucleic acid."

— Francis Crick, 1970